# Lê Văn Long (thiếu tướng công an 2013)
Lê Văn Long là Thiếu tướng Công an nhân dân Việt Nam. Ông nguyên là Hàm Vụ trưởng Vụ tổng hợp, Văn phòng Trung ương Đảng Cộng sản Việt Nam, nguyên Phó Chánh Văn phòng Bộ Công an Việt Nam.

## Tiểu sử
Lê Văn Long là đảng viên Đảng Cộng sản Việt Nam.
Lê Văn Long nguyên là Phó Chánh Văn phòng Bộ Công an Việt Nam được biệt phái giữ chức vụ Hàm Vụ trưởng Vụ tổng hợp, Văn phòng Trung ương Đảng Cộng sản Việt Nam.
Từ tháng 9 năm 2011 đến tháng 1 năm 2013, Lê Văn Long là Đại tá công an, Ủy viên Ban thường vụ Đảng uỷ Văn phòng Bộ, Phó Chánh Văn phòng Bộ Công an.
Tháng 8 năm 2013, Lê Văn Long là Thiếu tướng, Phó Chánh Văn phòng Bộ Công an.
Từ tháng 7 năm 2015 đến tháng 7 năm 2016, Lê Văn Long là Thiếu tướng Công an nhân dân Việt Nam, Hàm Vụ trưởng Vụ tổng hợp, Văn phòng Trung ương Đảng Cộng sản Việt Nam.
Tháng 8 năm 2016, Lê Văn Long là Trưởng đoàn Đoàn khảo sát của Ban chỉ đạo 138 Chính phủ.
Tháng 4 năm 2017, Lê Văn Long là Thiếu tướng, Phó Chánh Văn phòng Bộ Công an.